# Мазеппа (тауншип, Миннесота)
Мазеппа (англ. Mazeppa) — тауншип в округе Уабаша, Миннесота, США. На 2000 год его население составило 743 человека.

## География
По данным Бюро переписи населения США площадь тауншипа составляет 57,7 км², из которых 56,5 км² занимает суша, а 1,3 км² — вода (2,24 %).

## Демография
По данным переписи населения 2000 года здесь находились 743 человека, 252 домохозяйства и 210 семей.  Плотность населения —  13,2 чел./км².  На территории тауншипа расположено 273 постройки со средней плотностью 4,8 построек на один квадратный километр. Расовый состав населения: 97,98 % белых, 1,08 % афроамериканцев, 0,27 % азиатов и 0,67 % приходится на две или более других рас. Испанцы или латиноамериканцы любой расы составляли 0,27 % от популяции тауншипа.
Из 252 домохозяйств в 40,1 % воспитывались дети до 18 лет, в 73,0 % проживали супружеские пары, в 6,0 % проживали незамужние женщины и в 16,3 % домохозяйств проживали несемейные люди. 14,3 % домохозяйств состояли из одного человека, при том 5,2 % из — одиноких пожилых людей старше 65 лет. Средний размер домохозяйства — 2,95, а семьи — 3,25 человека.
31,2 % населения — младше 18 лет, 5,4 % — в возрасте от 18 до 24 лет, 28,5 % — от 25 до 44, 25,8 % — от 45 до 64, и 9,0 % — старше 65 лет. Средний возраст — 38 лет. На каждые 100 женщин приходилось 101,9 мужчин.  На каждые 100 женщин старше 18 приходилось 107,7 мужчин.
Средний годовой доход домохозяйства составлял 54 554 доллара, а средний годовой доход семьи —  59 821 доллар. Средний доход мужчин —  37 500  долларов, в то время как у женщин — 30 577. Доход на душу населения составил 21 390 долларов. За чертой бедности находились 2,3 % семей и 4,5 % всего населения тауншипа, из которых 5,3 % младше 18 лет.